# Arianwen Parkes-Lockwood
Arianwen Parkes-Lockwood es una actriz australiana conocida por haber interpretado a Olivia Bligh en la serie A Place to Call Home.

## Biografía
Se entrenó en el National Institute of Dramatic Art "NIDA" con un grado en actuación en el 2008.  
Arianwen está casada con el escritor y director australiano Marcello Fabrizi.

## Carrera
Junto a su esposo manejan la compañía de producción "Marshmallow Films".
En el 2011 apareció como personaje invitado en varios episodios de la serie Underbelly: Razor donde interpretó a Dolly Green, la esposa del notorio gánster y asesino Frank "The Little Gunman" Green (Khan Chittenden).
En el 2013 obtuvo su primer papel importante en la televisión cuando se unió al elenco principal de la serie A Place to Call Home donde interpretó a Olivia Brackley-Bligh, hasta el final de la serie en el 2014 luego de finalizar su segunda temporada.

## Filmografía

### Series de Televisión
| Año             | Título                                    | Personaje             | Notas                               |
| --------------- | ----------------------------------------- | --------------------- | ----------------------------------- |
| 2013 - presente | A Place to Call Home                      | Olivia Brackley-Bligh | 51 episodios                        |
| 2015            | Miss Fisher's Murder Mysteries            | Harriet Edwards       | episodio "Death & Hysteria"         |
| 2011            | Underbelly: Razor                         | Dolly Green           | 4 episodios                         |
| 2011            | The Kangaroo Gang                         | Fiona                 | episodio "King of Thieves "         |
| 2011            | Tough Nuts: Australia's Hardest Criminals | Marlene McPherson     | episodio "Lennie McPherson: Mr Big" |

### Películas
| Año  | Título        | Personaje  | Notas                                                                                           |
| ---- | ------------- | ---------- | ----------------------------------------------------------------------------------------------- |
| 2012 | May           | Emma       | corto - junto a Gertraud Ingeborg                                                               |
| 2011 | Rosey and Me  | Rosey      | corto - junto a Naomi Bourke, Joseph Green, Jason Langley, David Lillicot & Jill McKay          |
| 2010 | The Filmmaker | Joven Jess | corto - junto a James Barrow, Julia Billington, Steven Convery, Ande Cunningham & Julian Curtis |

- Productora & Directora.:

| Año  | Título        | Notas                                    |
| ---- | ------------- | ---------------------------------------- |
| 2010 | The Filmmaker | corto - productora & directora asistente |

- Teatro.:[5]

| Año  | Título                     | Personaje        | Director (a)   | Teatro | Notas                                                                    |
| ---- | -------------------------- | ---------------- | -------------- | ------ | ------------------------------------------------------------------------ |
| 2009 | The Crucible               | Abigail Williams | Tanya Goldberg | -      | junto a Peter Carroll, Lynette Curran, Marta Dusseldorp & Nathan Lovejoy |
| 2005 | Hamlet                     | Ophelia          | Diana Denley   | -      | junto a Paul Bertram, Lee Biolos, Alan Faulkner & Anthony Hunt           |
| -    | The Wood Demon             | -                | -              | -      | -                                                                        |
| -    | The Servant of Two Masters | -                | -              | -      | -                                                                        |
| -    | Julius Caesar              | -                | -              | -      | -                                                                        |